# دامی بوی
دامی بوی (به انگلیسی: Dummy Boy) نخستین آلبوم از رپر اهل ایالات متحده آمریکا سیکس ناین است. این آلبوم قرار بود چهار روز زودتر منتشر شود، اما در ۲۷ نوامبر ۲۰۱۸ منتشر شد. دامی بوی با حضور هنرمندان مهمان مانند نیکی میناژ، کانیه وست، گانا و توری لانز ضبط شده‌است.
آلبوم با ۶۶٬۰۰۰ نسخه فروش به رتبه ۲ در بیلبورد ۲۰۰ ایالات متحده رسید و گواهی پلاتین از انجمن صنعت ضبط موسیقی ایالات متحده آمریکا دریافت کرد

## فهرست آهنگ‌ها
| شماره | نام                                        | مدت  |
| ----- | ------------------------------------------ | ---- |
| ۱.    | «ابله (Stoopid)» (به همراهی Bobby Shmurda) | ۲:۳۲ |
| ۲.    | «فی‌فی» (به همراهی نیکی میناژ و موردا بیتز) | ۲:۵۹ |
| ۳.    | «تیک توک» (به همراهی لیل بیبی)             | ۲:۱۶ |
| ۴.    | «کیکا» (به همراهی توری لانز)               | ۲:۱۶ |
| ۵.    | «ماما» (به همراهی نیکی میناژ و کانیه وست)  | ۳:۱۲ |
| ۶.    | «واکا» (به همراهی ا بوگی ویت دا هودی)      | ۲:۰۹ |
| ۷.    | «به‌به» (به همراهی آنوئل ای.ای)             | ۳:۳۸ |
| ۸.    | «مالا» (به همراهی آنوئل ای.ای)             | ۳:۲۷ |
| ۹.    | «کانگا» (به همراهی کانیه وست)              | ۲:۱۲ |
| ۱۰.   | «فی‌فا» (به همراهی گانا)                    | ۲:۴۳ |
| ۱۱.   | «تاتی»                                     | ۲:۳۵ |
| ۱۲.   | «ووندو»                                    | ۲:۳۶ |
| ۱۳.   | «دامی»                                     | nil  |